# H-200 (радар)
H-200 је кинески нишански радар великог домета.

## Опис
H-200 намењен је за захват и праћење циљева и за навођење ракета.
Поседује домет од око 180 километара по даљини и 27 километара по висини.
Прати прецизно до 6 циљева и на њих води до 12 ракета, док
Истовремено обрађује преко 30 циљева на нивоу трагова. 
Радар је у могућности да прати циљеве у кругу од 360 степени (уз секторски рад).
Ширина дијаграма по азимуту је 90° (по 45° лево и десно од бисектрисе антене), по елевацији 70° Антена се ротира 360° по азимуту без ограничења.  
На радар се увезује 3 до 6 лансера са по 4 ракете у контејнерима.
Радар садржи неколико техника за борбу против сметњи, а опремљен је и системом за аутоматску нивелацију, самопозиционирање и самооријентацију. 
Напаја се помоћу Покретне станице за напајање (агрегат) на шасији 6×6.
Маса радара износи око 32 тоне.

## Намена
- –откривање, праћење и  одређивање припадности циља
- гађање до 6 циљева са до 12 ракета једновремено
- благовремено слање команди и информација ка ракетама
- осветљавање циљева и ракета

## Компоненте
Радар се састоји из следећих компоненти и система:
- антенско-фидерни систем
- пријемни систем
- систем за дигиталну обраду сигнала
- управљачка јединица
- пријемни систем за осматрање
- уређај за напање
- серво систем
- расхладни уређај
- возна шасија 8×8

## Корисници
- Кина
- Србија